# Малинкино (Великолукский район)
Малинкино — деревня в Великолукском районе Псковской области России. Входит в состав сельского поселения «Букровская волость».
Расположена на северо-востоке района у самой границы с Тверской областью, в 54 км к северо-востоку от центра города Великие Луки. Находится на правом берегу реки Кунья между впадением в неё Черности и Добши.

## Население
Численность населения по оценке на 2000 год составляла 3 человека.